# 1,3-diazepina
L'1,3-diazepina è un composto eterociclico a sette termini, con i carboni in posizione 1 e 3 sostituiti da due atomi di azoto.